# Vinciguerria poweriae
Vinciguerria poweriae és una espècie de peix pertanyent a la família Phosichthyidae inofensiu per als humans.
Es troba a l'Atlàntic oriental (des de Portugal fins a Cap Verd i la mar Mediterrània oriental), l'Atlàntic occidental (el golf de Mèxic), l'Atlàntic nord-occidental (el Canadà), el Pacífic occidental (Austràlia -incloent-hi Austràlia Occidental i Tasmània- i Nova Zelanda), el Pacífic oriental (la regió del corrent de Califòrnia i Xile) i el mar de la Xina Meridional. Pot arribar a fer 4,3 cm de llargària màxima. 13-15 radis tous a l'aleta dorsal i 12-15 a l'anal. 38-41 vèrtebres. Dors fosc amb els flancs platejats. Aletes incolores. Presència d'una aleta dorsal adiposa. Els fotòfors són completament desenvolupats en assolir els 19 mm de llargada.
És un peix marí, epipelàgic, mesopelàgic (entre 300-600 m durant el dia i entre 50 i 350 a la nit) i batipelàgic que viu entre 50 i 1.000 m de fondària (normalment, entre 300 i 600). Els joves i els adults fan migracions verticals diàries.
És ovípar amb larves i ous planctònics. La reproducció té lloc a la Mediterrània durant tot l'any. Menja crustacis petits.